# Philippe Maurice
Pour les articles homonymes, voir Maurice.
Philippe Maurice, né à Paris le 15 juin 1956, est un ancien criminel français, condamné à mort par la justice française en 1980 puis gracié, devenu historien au cours de sa détention. Il se spécialise en histoire médiévale.

## Biographie

### Jeunesse
Son père est gardien de la paix. Ses parents divorcent alors qu’il a 6 ans. Il dispose d'un certificat d'aptitude professionnelle (CAP) d'aide-comptable.

### Criminel
En quittant l'armée, Philippe Maurice accepte d'écouler des faux billets avec un ami de lycée, Serge Attuil. Les gendarmes de Saint-Geniez-d'Olt dans l'Aveyron le surprennent en train de forcer un barrage routier avec un véhicule volé.
Il est inculpé et incarcéré à la maison d'arrêt de Rodez, en mars 1977, dans le cadre de plusieurs recels de vols de véhicules et de multiples escroqueries (usages de chèques volés, faux monnayage), délits pour lesquels le tribunal de Millau le condamne le 26 juin 1978 à cinq ans de prison dont un an avec sursis. Il obtient rapidement une première puis une seconde permission de sortie en avril 1979, lors de laquelle il ne regagne pas la maison d'arrêt et choisit la clandestinité avec son complice Serge Attuil.
Cette cavale emmène le duo de malfaiteurs dans une série de vols à main armée en région parisienne qui se termine dans un épilogue sanglant, d'abord avec le meurtre le 26 septembre 1979 de Mohammed Hachemi, veilleur de nuit qui le surprend en flagrant délit de vol de véhicule sur un parking de la rue Lecourbe dans le 15e arrondissement de Paris ; puis avec les meurtres de deux gardiens de la paix de la préfecture de police, Jean-Yves Ruelle et Gérard Croux, qui tentent de les intercepter dans la nuit du 7 décembre 1979, rue Monge dans le 5e arrondissement de Paris. Serge Attuil est tué dans la fusillade.
Philippe Maurice est condamné à mort par la cour d'assises de Paris le 28 octobre 1980 pour complicité de meurtre et meurtre sur agents de la force publique. Il s'agit de la première sentence capitale prononcée in praesentia par la Cour d'assises de Paris depuis 1963 (la cour d'assises de la Seine jugeait alors Stanislas Juhant et Pawel Simsic, lesquels avaient par la suite fait l'objet respectivement du refus et de l'octroi d'une grâce présidentielle en mars 1964). La peine de mort avait été prononcée auparavant le 9 juin 1978, par contumace, par cette même cour d'assises contre deux membres du Gang des postiches, Mohamed Badaoui et André Bellaïche, pour le braquage et l'assassinat d'un employé de la Société centrale de banque située avenue de la République, le 27 février 1975. Il est à noter que, le jour même de la condamnation de Philippe Maurice, Mohamed Badaoui est abattu à la suite d'un refus d'obtempérer, avenue Victor-Hugo dans le XVIe arrondissement.
Le 24 février 1981, pendant que son pourvoi en cassation est à l’étude, il tente une évasion et blesse grièvement un gardien de prison, Jacques Bouvier, avec une arme de calibre 11.43 que lui avait remis clandestinement son avocate, Brigitte Hemmerlin. Lors de la campagne de l’élection présidentielle, Valéry Giscard d’Estaing ne se prononce pas pour l’abolition de la peine de mort et repousse volontairement sa réponse pour la demande de grâce. Son pourvoi en cassation est rejeté le 19 mars 1981. C’est la dernière sentence de mort confirmée par la Cour.
Une lettre est adressée à Valéry Giscard d'Estaing lui demandant de ne pas prendre de décision sur l'octroi ou le refus de la grâce avant la fin des élections. Le président sortant déclare fin mars à France Inter qu'il ne prendra de décision qu'après la campagne, ne souhaitant pas que celle-ci soit exploitée à des fins électorales.
Huit autres verdicts ont été rendus par les Cours d'assises, le dernier le 28 septembre contre le tailleur Jean-Michel Marx par la Cour d'assises du Haut-Rhin, le même jour où Robert Badinter a défendu devant le Sénat l'abolition de la peine de mort.
Le 11 mai 1981, le lendemain de l’élection de François Mitterrand, Philippe Maurice reçoit la visite de Robert Badinter. « Vous allez être gracié, l’abolition de la peine de mort est imminente. D’une certaine manière, vous allez symboliser désormais l’abolition elle-même… ». Il l'invite à reprendre ses études en prison. Sa cause est plaidée par sa mère, qui menace de s’immoler devant l’Élysée après l’échec du pourvoi en cassation, et plusieurs historiens, dont Jacques Le Goff. Dans une lettre au président de la République de juillet 1981, l'association Légitime défense écrit que, si on ne le tue pas, il sera placé en prison, libéré d'ici à vingt ans « et en sortant il recommencera » ; elle ajoute : « Pendant son temps de prison, il sera nourri et logé aux frais du contribuable ; vous trouvez cela logique que le peuple français entretienne pendant vingt ans un assassin ». Répondant à ces propos en 2011, l'historien Jean-Yves Le Naour estime que « c'est pourtant le prix à payer pour ne pas tuer, et ce n'est pas si élevé pour protéger la société, et sauver, dans tous les sens du terme, la vie d'un homme. En effet, Philippe Maurice est vivant et le jeune homme rebelle et plein de haine qu'il était autrefois est mort sans que la société se soit couvert les mains de son sang ».
Le 25 mai 1981, le nouveau président de la République, François Mitterrand, quatre jours après son investiture, lui accorde sa grâce et commue sa condamnation à mort en une condamnation à la réclusion criminelle à perpétuité. Le nouveau président respecte ainsi une promesse symbolique de sa campagne électorale. Une fois gracié, Philippe Maurice abandonne ses projets d'évasion.
Le 25 février 1982, Philippe Maurice est condamné à 16 ans de réclusion criminelle par la cour d'assises de Paris pour sa tentative d'évasion et de meurtre sur le gardien de prison. Le 28 juin 1982, il est condamné à 18 ans de réclusion criminelle par la même cour d'assises, pour complicité dans le meurtre du veilleur de nuit en septembre 1979.

### Historien
Il se remet aux études en prison, commençant par l'équivalence du baccalauréat (examen d'entrée à l'université),, alors qu’il est incarcéré à la maison centrale de Saint-Maur, près de Châteauroux. En 1985, il entretient une correspondance avec des collégiens de Bretagne dans le cadre d'un projet d'action éducative. Il passe sa licence d’histoire en 1987. Le 18 octobre 1989, il soutient sa maîtrise d’histoire du Moyen Âge à Yzeures-sur-Creuse. Il obtient une mention.
En juillet 1987, il est soupçonné d'avoir mené une mutinerie au sein de la centrale de Saint-Maur, passe quarante jours en cellule d'isolement et est envoyé à la prison de Besançon, où il ne lui est plus possible d'étudier, ce qui suscite l'indignation de la faculté de Tours qui crée un comité de soutien aux étudiants détenus et réclame sa réaffectation dans une maison centrale. En raison d'une nouvelle mutinerie à la prison de Besançon avec prise d'otages en décembre 1987, Philippe Maurice est de nouveau placé en cellule d'isolement dont il dénonce les conditions auprès de journalistes.
C’est le 18 décembre 1995 qu’il soutient une thèse de doctorat en histoire médiévale, dirigée par Bernard Chevalier et Christiane Deluz, à l’université François-Rabelais de Tours portant sur « La famille au Gévaudan à la fin du Moyen Âge »,. Pour sa première sortie de prison sans menottes depuis 16 ans, trois gendarmes et trois fonctionnaires de la pénitentiaire sont chargés de l'observer lors de la soutenance. La thèse recueille les félicitations unanimes du jury et la mention « très honorable ».
À l’automne 1999, il est placé en régime de semi-liberté. Puis le 8 mars 2000, il bénéficie d’une libération conditionnelle. La communauté scientifique de l'université de Tours lui trouve un poste d'assistant de recherche. Il débute également bénévolement le travail sur un volume des Fasti Ecclesiæ Gallicanæ, recherche sur l'Église de France au Moyen Âge.
Chargé de recherches, il travaille à l’EHESS dans les domaines de la famille, de la religion et du pouvoir au Moyen Âge. Il est également chargé de recherche au CNRS.

### Vie personnelle
Philippe Maurice a une fille.

## Publications
- Les Relations familiales en Rouergue et Gévaudan au XVe siècle d’après le trésor des Chartes (mémoire de maîtrise en histoire remanié), Mende, Société des lettres, sciences et arts de la Lozère, 1990, 170 p. (SUDOC 011575247)
- Philippe Maurice et Robert Badinter (avant-propos), La Famille en Gévaudan au XVe siècle : 1380-1483 (thèse de doctorat en histoire remaniée), Paris, Publications de la Sorbonne, coll. « Histoire ancienne et médiévale » (no 49), octobre 1998, 577 p., 24 cm (ISBN 2-85944-340-1, BNF 36989307, lire en ligne)
- De la haine à la vie, Paris, Le Cherche midi, coll. « Documents », 6 mars 2001, 292 p., 24 cm (ISBN 2-86274-849-8, BNF 37222825) ; rééd. De la haine à la vie, Paris, Gallimard, coll. « Folio / Documents », 19 mars 2002, 387 p., 18 cm (ISBN 2-07-042270-4, BNF 38817314)[15]Ouvrage racontant son expérience carcérale.
- Guillaume le Conquérant, Paris, Flammarion, coll. « Grandes biographies », 10 septembre 2002, 379 p., 24 cm (ISBN 2-08-068068-4, BNF 38910383)
- Fasti ecclesiæ gallicanæ : répertoire prosopographique des évêques, dignitaires et chanoines des diocèses de France de 1200 à 1500. Tome VIII, Diocèse de Mende, Turnhout, Brepols, 2004, 283 p., 24 cm (ISBN 2-503-52159-2, BNF 39217677)
- Adieu la mère, Paris, Le Cherche midi, coll. « Documents », 20 mars 2014, 244 p., 22 cm (ISBN 978-2-7491-0631-1, BNF 43786055)
- Jacques Pineton de Chambrun. Un humaniste languedocien au coeur des Guerres de Religion, Paris, Ampelos, coll. Résister, 355 p., 24 cm  (ISBN 978-2-35618-265-4)